# Anarkistens Svigermoder
Anarkistens Svigermoder er en dansk stum komediefilm fra 1906 produceret af Nordisk Films Kompagni og instrueret af Viggo Larsen, der tillige medvirker som "Anarkisten". 
Filmen er en af Nordisk Films første produktioner. 

## Handling
Anarkisten lever et lykkelig liv med sin hustru, ,em så kommer svigermoren forbi. Hun er ikke tilfreds med datterens kissemissen med "Anarkisten" og jagter ham gennem huset. Til sidste sprænger Anarkisten svigermor i luften.